# SaGa
Pour les articles homonymes, voir Saga (homonymie).
 (octobre 2019).
Si vous disposez d'ouvrages ou d'articles de référence ou si vous connaissez des sites web de qualité traitant du thème abordé ici, merci de compléter l'article en donnant les références utiles à sa vérifiabilité et en les liant à la section « Notes et références ».
SaGa (Sa・Ga, サガ) est une série de jeux vidéo de rôle développée par Square Co., aujourd'hui Square Enix. La série débuta sur Game Boy en 1989 d'après une idée personnelle de Akitoshi Kawazu. Elle a continué depuis sur de multiples plates-formes, de la Game Boy à la PlayStation 2. Parmi les jeux de Square, SaGa est la deuxième série après Final Fantasy en termes de nombres d'opus : en août 2006, la série comprenait neuf jeux sortis au Japon.

## Jeux vidéo

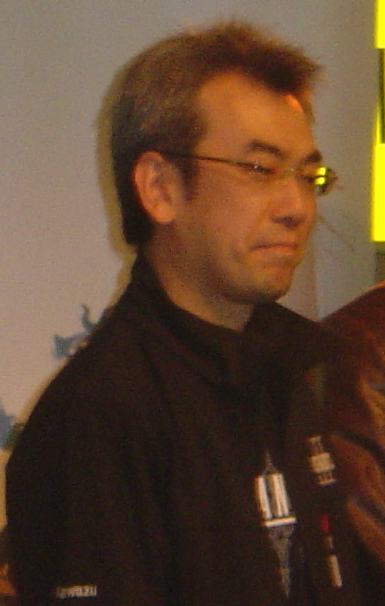
Akitoshi Kawazu, principal créateur de la série.

### Trilogie desFinal Fantasy Legend
- The Final Fantasy Legend (Game Boy)
- Final Fantasy Legend II (Game Boy)
- Final Fantasy Legend III (Game Boy)

### Trilogie desRomancing SaGa
- Romancing SaGa (Super Nintendo)
- Romancing SaGa 2 (Super Nintendo)
- Romancing SaGa 3 (Super Nintendo)
- Romancing SaGa: Minstrel Song (PlayStation 2)

### SaGa FrontieretAutres jeux
- SaGa Frontier (PlayStation)
- SaGa Frontier 2 (PlayStation) premier jeu de la série à être édité en Europe
- Unlimited Saga (PlayStation 2)
- SaGA: Scarlet Grace (PlayStation Vita)